# باغ‌وحش (مجموعه تلویزیونی)
 باغ وحش (به انگلیسی: Zoo) یک مجموعهٔ تلویزیونی درام، هیجانی آخرالزمانی که بر اساس رمانی با همین نام از جیمز پترسون و میچل لدویدگه ساخته شده است. این سریال از شبکه سی‌بی‌اس در تاریخ ۳۰ ژوئن ۲۰۱۵ پخش شد. هر فصل این مجموعه شامل ۱۳ قسمت است. ادامه ساخت این سریال پس از پایان فصل سوم کنسل شد.
این سریال از ۲۹ اسفند ۱۳۹۹ هر روز ساعت ۱۸ از شبکه چهار سیمای جمهوری اسلامی ایران پخش می شد.

## خلاصه داستان
تعدادی حملات خشونت آمیز حیوانات به انسان‌ها در سراسر جهان اتفاق افتاده است. جکسون اُز ، یک جانورشناس آمریکایی و افرادی دیگری دورهم جمع میشوند تا علت این حملات مرموز حیوانات را بفهمند و راهکار های مقابله با آن را پیدا نمایند که...

## بازیگران اصلی
| بازیگر       | نقش             | توضیحات              |
| ------------ | --------------- | -------------------- |
| جیمز ووک     | جکسون اُز        | جانورشناس            |
| کریستن کانلی | جِیمی            | روزنامه نگار         |
| نانسو آنوزی  | آبراهام کنیاتا  | راهنما               |
| نورا آرنزدر  | کلوئی توزینیانت | مامور اطلاعات فرانسه |
| بیلی برک     | دکتر میچ مرگان  | آسیب شناس دامپزشکی   |